# Beth Shoshanna

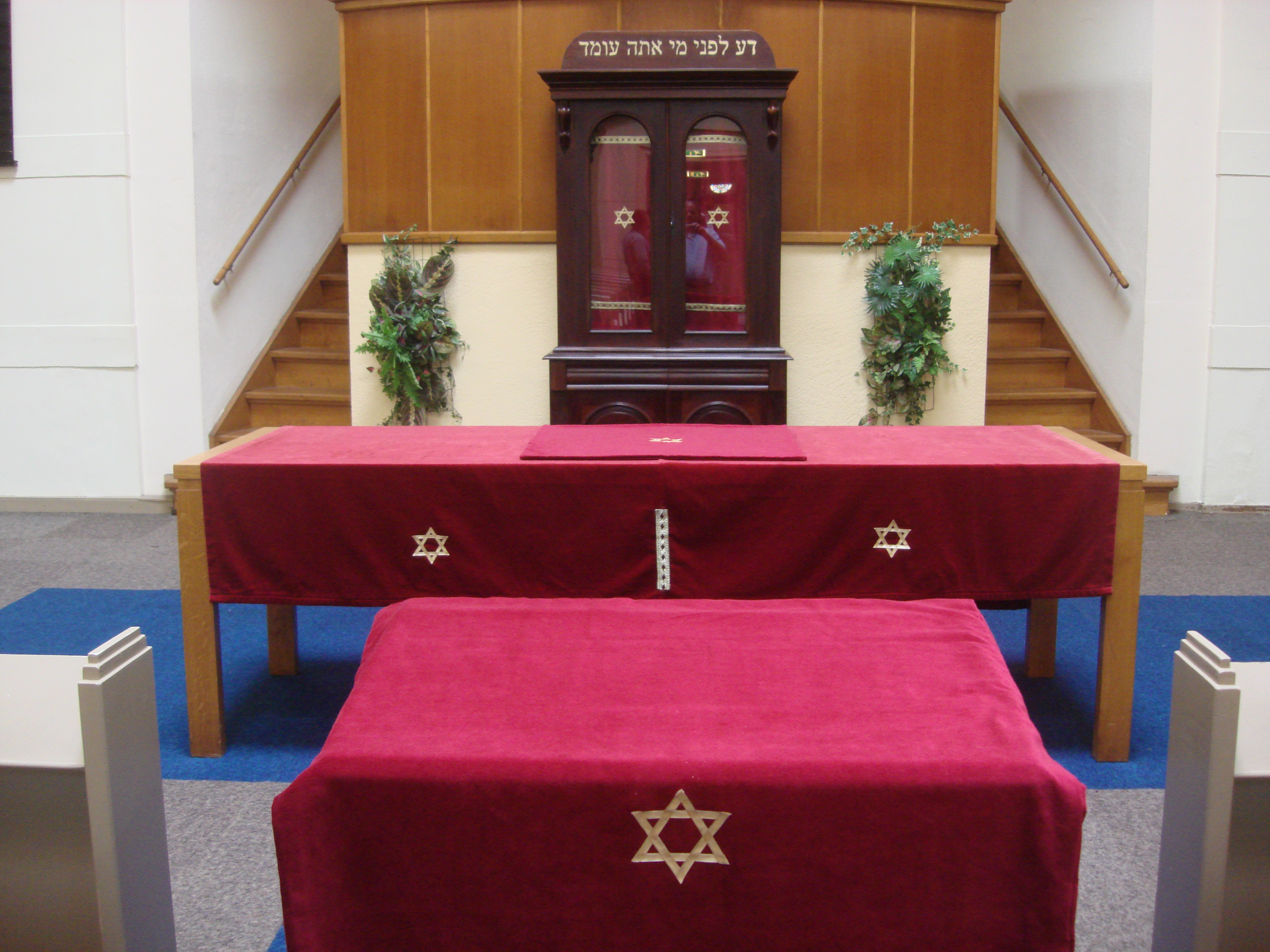
De aron hakodesj van de joodse gemeente Beth Shoshanna in de Grote Synagoge van Deventer. Bovenop staat de Hebreeuwse tekst דע לפני מי אתה עומד "Da lifné mi ata omed", "weet voor wie je staat". Het parochet (gordijn/voorhang) is duidelijk zichtbaar. Op de voorgrond de amoed (lessenaar) van de chazzan (voorzanger) en de leestafel waar de Thorarol op wordt gelegd tijdens de Thoralezing.

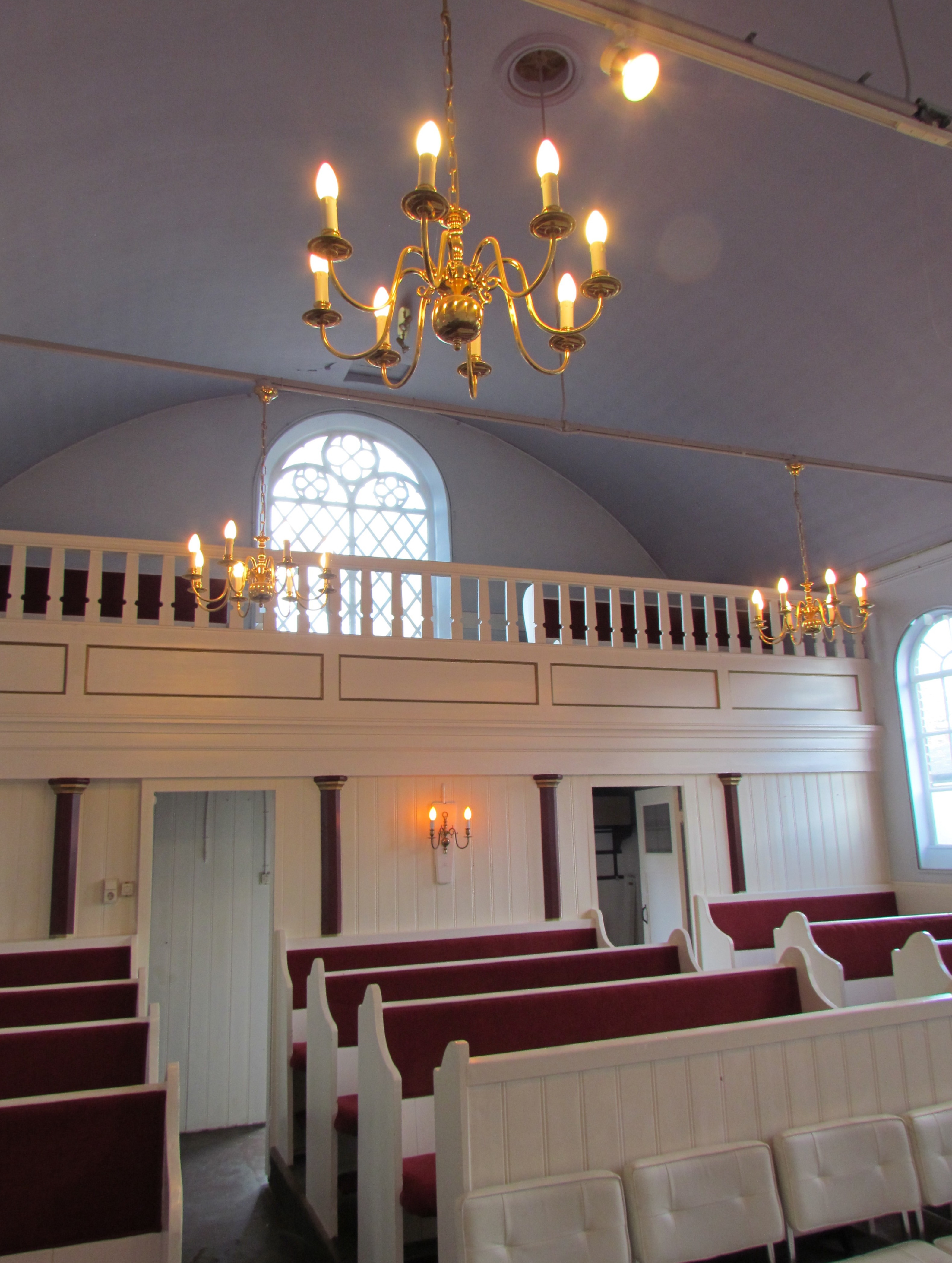
Interieur van de voormalige synagoge in Raalte

Beth Shoshanna (Hebreeuws בית שושנה) is een joodse gemeente in de Nederlandse provincie Overijssel die huist in Raalte en tot de zomer van 2018 in de Grote Synagoge van Deventer. De gemeente zegt zich te baseren op gelijkwaardigheid: ieder kan vanuit de specifieke talenten die hij/zij gekregen en ontwikkeld heeft een bijdrage leveren aan de gemeenschap.
De Joodse Gemeente Beth Shoshanna (Hebreeuws ק׳׳ק בית שושנה) is aangesloten bij Masorti, de grote joodse stroming voor traditioneel/conservatief jodendom, die wereldwijd ca. 2 miljoen leden telt.
De sjoel aan de Golstraat was voor Beth Shoshanna zowel een beth knesset als een beth midrasj. Beth knesset wil zeggen een huis van samenkomst: samenkomen voor de sjoeldiensten, samen eten, veel zingen en ook samen de joodse feesten vieren. Beth midrasj betekent leerhuis: er wordt geleerd en er worden joods-culturele activiteiten ontplooid.
Gemiddeld eens per drie weken vindt er een dienst plaats: op sjabbat-ochtend (zaterdag), erev sjabbat (vrijdagavond) of motsé sjabbat (uitgaande sjabbat, op zaterdagmiddag/-avond). In de diensten worden de orthodoxe (NIK) en liberale (LJG) sidoer (gebedenboek) naast elkaar gebruikt. 
Tevens worden delen van de Hebreeuwse tekst van de dienst ook fonetisch aangeboden zodat iedereen mee kan zingen.
Op 8 november 2014 werd in de Grote Synagoge een eigen thorarol ingewijd en in de aron hakodesj geplaatst, een gebeurtenis die door Beth Shoshanna van groot belang werd gevonden.
In 2018 werd door de nieuwe eigenaar van de sjoel de huur opgezegd, waardoor de gemeente zich genoodzaakt zag uit te zien naar een nieuwe plaats van samenkomst. Deze werd gevonden in een voormalige synagoge in Raalte. De thorarol kan er niet geplaatst worden vanwege het multifunctionele karakter van het gebouw, dat begin 2018 werd ingericht als stilte- en bezinningscentrum.